# Хіґасі-Куруме

35°45′29″ пн. ш. 139°31′47″ сх. д. / 35.75806° пн. ш. 139.52972° сх. д.
Хіґа́сі-Куруме́ (яп. 東久留米市, ひがしくるめし, МФА: [çigaɕi̥ kuɾume ɕi̥]) — місто в Японії, в префектурі Токіо.

## Короткі відомості
Розташоване в північній частині префектури, на території плато Мусасіно, на берегах річки Куроме. Виникло на основі сільських поселень раннього нового часу. Засноване 1970 року. Основою економіки є сільське господарство, харчова промисловість, броварництво, комерція. Станом на 1 жовтня 2008 площа міста становила 12,92 км². Станом на 1 липня 2011 населення міста становило 116 078 осіб.